# Job (Puy-de-Dôme)
Job é uma comuna francesa na região administrativa de Auvérnia-Ródano-Alpes, no departamento Puy-de-Dôme. Estende-se por uma área de 43,35 km². Em 2010 a comuna tinha 1 052 habitantes (densidade: 24,3 hab./km²).